# World Cup 1995 (Tischtennis)
| 1994 ← World Cup → 1996 | 1994 ← World Cup → 1996                |
| ----------------------- | -------------------------------------- |
|                         | Männer                                 |
| Datum                   | 12.10.–15.10.                          |
| Ort                     | Nîmes                                  |
| Auflage                 | 16                                     |
| Sieger                  | Kong Linghui Jörg Roßkopf Liu Guoliang |

Der Tischtennis-World Cup 1995 fand in seiner 16. Austragung vom 12. bis 15. Oktober im französischen Nîmes statt. Es gab nur einen Wettbewerb für Männer. Gold ging an Kong Linghui aus China.

## Modus
An dem Wettbewerb nahmen 16 Sportler teil, die auf vier Gruppen mit je vier Sportlern aufgeteilt wurden. Die Gruppenersten und -zweiten rückten in die im K.o.-Modus ausgetragene Hauptrunde vor. Die Halbfinal-Verlierer trugen ein Spiel um Platz 3 aus. Gespielt wurde in der Gruppenphase mit zwei Gewinnsätzen, danach mit drei Gewinnsätzen.

## Teilnehmer
| Platz | Name                     | TN |
| ----- | ------------------------ | -- |
| 1     | Kong Linghui             | 2  |
| 2     | Jörg Roßkopf             | 3  |
| 3     | Liu Guoliang             | 1  |
| 4     | Jean-Philippe Gatien     | 4  |
| 5     | Patrick Chila            | 1  |
| 5     | Jean-Michel Saive        | 6  |
| 5     | Kim Taek-soo             | 4  |
| 5     | Wang Tao                 | 4  |
| 9     | Wenguan Huang            | 4  |
| 9     | Peter Karlsson           | 3  |
| 9     | Jörgen Persson           | 6  |
| 9     | Jan-Ove Waldner          | 11 |
| 13    | Francisco Arado de Armas | 1  |
| 13    | Paul Langley             | 2  |
| 13    | Sule Olaleye             | 3  |
| 13    | Zoran Primorac           | 3  |

## Gruppenphase

### Gruppe 1
|                | Ergebnis |                |
| -------------- | -------- | -------------- |
| Wang Tao       | 2:0      | Kim Taek-soo   |
| Wang Tao       | 2:0      | Jörgen Persson |
| Wang Tao       | 2:0      | Paul Langley   |
| Kim Taek-soo   | 2:1      | Jörgen Persson |
| Kim Taek-soo   | 2:0      | Paul Langley   |
| Jörgen Persson | 2:0      | Paul Langley   |

| Platz | Spieler        | Spiele | Sätze | Punkte |
| ----- | -------------- | ------ | ----- | ------ |
| 1     | Wang Tao       | 3      | 6:0   | 6      |
| 2     | Kim Taek-soo   | 3      | 4:3   | 5      |
| 3     | Jörgen Persson | 3      | 3:4   | 4      |
| 4     | Paul Langley   | 3      | 0:6   | 3      |

### Gruppe 2
|                | Ergebnis |                          |
| -------------- | -------- | ------------------------ |
| Liu Guoliang   | 2:1      | Kong Linghui             |
| Liu Guoliang   | 2:0      | Peter Karlsson           |
| Liu Guoliang   | 2:0      | Francisco Arado de Armas |
| Kong Linghui   | 2:0      | Peter Karlsson           |
| Kong Linghui   | 2:0      | Francisco Arado de Armas |
| Peter Karlsson | 2:0      | Francisco Arado de Armas |

| Platz | Spieler                  | Spiele | Sätze | Punkte |
| ----- | ------------------------ | ------ | ----- | ------ |
| 1     | Liu Guoliang             | 3      | 6:1   | 6      |
| 2     | Kong Linghui             | 3      | 5:2   | 5      |
| 3     | Peter Karlsson           | 3      | 2:4   | 4      |
| 4     | Francisco Arado de Armas | 3      | 0:6   | 3      |

### Gruppe 3
|                      | Ergebnis |                      |
| -------------------- | -------- | -------------------- |
| Jean-Michel Saive    | 2:0      | Jean-Philippe Gatien |
| Jean-Michel Saive    | 2:0      | Wenguan Huang        |
| Jean-Michel Saive    | 2:0      | Sule Olaleye         |
| Jean-Philippe Gatien | 2:1      | Wenguan Huang        |
| Jean-Philippe Gatien | 2:0      | Sule Olaleye         |
| Wenguan Huang        | 2:0      | Sule Olaleye         |

| Platz | Spieler              | Spiele | Sätze | Punkte |
| ----- | -------------------- | ------ | ----- | ------ |
| 1     | Jean-Michel Saive    | 3      | 6:0   | 6      |
| 2     | Jean-Philippe Gatien | 3      | 4:3   | 5      |
| 3     | Wenguan Huang        | 3      | 3:4   | 4      |
| 4     | Sule Olaleye         | 3      | 0:6   | 3      |

### Gruppe 4
|                 | Ergebnis |                 |
| --------------- | -------- | --------------- |
| Patrick Chila   | 2:0      | Jörg Roßkopf    |
| Patrick Chila   | 2:0      | Jan-Ove Waldner |
| Patrick Chila   | 0:2      | Zoran Primorac  |
| Jörg Roßkopf    | 2:0      | Jan-Ove Waldner |
| Jörg Roßkopf    | 2:1      | Zoran Primorac  |
| Jan-Ove Waldner | 2:1      | Zoran Primorac  |

| Platz | Spieler         | Spiele | Sätze | Punkte |
| ----- | --------------- | ------ | ----- | ------ |
| 1     | Patrick Chila   | 3      | 4:2   | 5      |
| 2     | Jörg Roßkopf    | 3      | 4:3   | 5      |
| 3     | Jan-Ove Waldner | 3      | 2:5   | 4      |
| 4     | Zoran Primorac  | 3      | 4:4   | 4      |

## Hauptrunde
|  | Viertelfinale        | Viertelfinale |                      |              | Halbfinale           | Halbfinale |  |  | Finale | Finale |
|  |                      |               |                      |              |                      |            |  |  |        |        |
|  |                      |               |                      |              |                      |            |  |  |        |        |
|  | Jean-Philippe Gatien | 3             |                      |              |                      |            |  |  |        |        |
|  | Jean-Philippe Gatien | 3             |                      |              |                      |            |  |  |        |        |
|  | Wang Tao             | 2             |                      |              |                      |            |  |  |        |        |
|  | Wang Tao             | 2             | Jean-Philippe Gatien | 2            |                      |            |  |  |        |        |
|  |                      |               | Jean-Philippe Gatien | 2            |                      |            |  |  |        |        |
|  |                      | Kong Linghui  | 3                    |              |                      |            |  |  |        |        |
|  | Patrick Chila        | Kong Linghui  | 3                    | 1            |                      |            |  |  |        |        |
|  | Patrick Chila        |               |                      | 1            |                      |            |  |  |        |        |
|  | Kong Linghui         | 3             |                      |              |                      |            |  |  |        |        |
|  |                      |               | Kong Linghui         | 3            |                      |            |  |  |        |        |
|  |                      |               |                      | Jörg Roßkopf | 1                    |            |  |  |        |        |
|  | Jörg Roßkopf         | 3             |                      |              |                      |            |  |  |        |        |
|  | Jean-Michel Saive    | 2             |                      |              |                      |            |  |  |        |        |
|  | Jean-Michel Saive    | 2             | Jörg Roßkopf         | 3            |                      |            |  |  |        |        |
|  |                      |               | Jörg Roßkopf         | 3            | Spiel um Platz 3     |            |  |  |        |        |
|  |                      | Liu Guoliang  | 2                    |              |                      |            |  |  |        |        |
|  | Kim Taek-soo         | Liu Guoliang  | 2                    | 2            | Jean-Philippe Gatien | 2          |  |  |        |        |
|  | Kim Taek-soo         |               |                      | 2            | Jean-Philippe Gatien | 2          |  |  |        |        |
|  | Liu Guoliang         | 3             |                      | Liu Guoliang | 3                    |            |  |  |        |        |
|  | Liu Guoliang         | 3             |                      |              | 3                    |            |  |  |        |        |
|  |                      |               |                      |              |                      |            |  |  |        |        |

## Sonstiges
Mit 11 World-Cup-Teilnahmen verbesserte Jan-Ove Waldner seinen und Andrzej Grubbas Rekord vom Vorjahr und war nun alleiniger Rekordhalter.